# Česká tisková kancelář
Pour les articles homonymes, voir CTK.
Créé en 1918, Česká tisková kancelář (ČTK, Agence de presse tchèque), appelée aussi "Agence Ceteka", est l'agence de presse nationale tchèque.

## Histoire
À la chute des Habsbourgs en novembre 1918 est proclamé la République d'Autriche, avec seulement sept millions d'habitants, sur les décombres de l'Empire austro-hongrois qui en comptait 26 millions. Une des conséquences immédiates est la scission du Telegraphen Korrespondantz Bureau. Ses installations furent reprises par les différentes agences nationales qui virent le jour, comme sa filiale de Budapest hongroise devenue l'agence hongroise Magyar Távirati Iroda (MTI), ou la nouvelle agence nationale tchèque, Česká tisková kancelář (CTK).
L'Agence s'est montrée rapidement entreprenante. En septembre 1923,quelques semaines après le tremblement de terre au Japon, dont les nouvelles sont parvenus en Europe grâce à un poste de TSF, en raison de la rupture des câbles télégraphiques, Emile Cernak, directeur de Česká tisková kancelář informe l’Agence Havas française qu'il s'est entendu avec Europa Radio, pour qu’elle lui envoie des services financiers par les ondes.